# Valentina Talyzina
Valentina Illarionovna Talyzina (en ruso: Валентина Илларионовна Талызина, romanizado: Valentina Illarionovna Talyzina; 22 de enero de 1935 – 21 de junio de 2025) fue una actriz de cine y teatro soviética y rusa, Artista del Pueblo de la RSFSR (1985). Premiada con la Orden de Honor (2005)  y la Orden de la Amistad (2010). Fue miembro del Partido Comunista de la Unión Soviética en 1964.

## Biografía

### Primeros años
Valentina Talyzina nació el 22 de enero de 1935 en Omsk. El padre de Valentina era Illarion (Ильшат) Grigorievich Talyzin, un tártaro rusificado, y su madre era Anastasia (Асылгюль) Trifonovna Talyzina. Cuando Valentina Talyzina era un bebé, su familia se mudó a Baránavichy

### Carrera
Entre 1952 y 1954, Talyzina estudió en el Omsk Agricultural Institute.
En 1954, fue admitida en la Academia Rusa de Arte Teatral, donde se graduó en 1958. Ese mismo año, pasó a formar parte de la compañía del Mossovet Theatre.
Debutó en el cine en 1963 en la película policíaca The Man who Doubts, donde interpretó el papel de Inna. Sin embargo, no fue hasta finales de la década de 1960 cuando comenzó a actuar activamente en el cine. Uno de sus primeros grandes éxitos como actriz fue el papel de Nadya en la película de aventuras Road to Saturn.
Valentina Talyzina tuvo un papel secundario en la película The Irony of Fate y también dobló a la protagonista Nadia porque su actriz habitual, Barbara Brylska, tenía un acento polaco muy marcado.
Por su interpretación en la serie de televisión Lines of Fate, Valentina Talyzina recibió el Premio Águila de Oro a la mejor actriz de televisión en 2004.
En marzo de 2014, Talyzina firmó una carta en apoyo a la controvertida anexión rusa de Crimea en 2014. Como resultado, se le prohibió la entrada en Ucrania junto con muchos otros artistas y famosos rusos. En 2023, declaró su apoyo a la infame invasión rusa de Ucrania en una entrevista; durante la misma, también realizó varias declaraciones antisemitas.
Talyzina falleció el 21 de junio de 2025, a la edad de 90 años.

## Familia
- Padre – Orillar  gotero Talyzin, del tártaro.
- Madre – Anastasia Antifonario Talvina.
- Esposo – Leonid Nepomnyaschy.probable 
  - Hija – Esenia Airosa (también actriz), nieta Anastasia (nacida 1998).

## Filmografía seleccionada
Talyzina protagonizó más de 138 películas, entre ellas:
- 1968 – The Road to 'Saturn' (en ruso: Путь в «Сатурн») como Nadya
- 1968 – Zigzag of Success (Зигзаг удачи) como Alevtina Vasilyevna
- 1971 – Grandads-Robbers (Старики-разбойники) como secretaria de Fedyaev
- 1972 – Big School-Break (Большая перемена) como profesora de química en la escuela
- 1974 – Unbelievable Adventures of Italians in Russia (Невероятные приключения итальянцев в России) como recepcionista del hotel
- 1975 – Afonya (Афоня) como Vostryakova
- 1975 – The Irony of Fate (Ирония судьбы, или С лёгким паром!) como Nadya (voz) / Valya
- 1979 – The Luncheon on the Grass (Завтрак на траве) como Anna Petrovna
- 1981 – Agony (Агония) como Aglaia
- 1981 – Say a Word for the Poor Hussar (О бедном гусаре замолвите слово...) como Anna Speshneva
- 1983 – Crazy Day of Engineer Barkasov (Безумный день инженера Баркасова) como Kobylina
- 1984 – TASS Is Authorized to Declare... (ТАСС уполномочен заявить...) como Pilar (voz)
- 1985 – Guest from the Future (Гостья из будущего) como Mariya Pavlovna
- 1985 – After the Rain, on Thursday (После дождичка в четверг) como Varvara
- 1989 – Investigation Held by ZnaToKi (Следствие ведут ЗнаТоКи)
- 1991 – Genius (Гений) como Lubov Smirnova
- 2000 – Old Hags (Старые клячи) como cleaning woman
- 2003 – Lines of Fate (Линии судьбы) como Rosa Sergeevna
- 2007 – The Irony of Fate 2 (Ирония Судьбы. Продолжение) como Nadya (voz) / Valya
- 2009 – Attack on Leningrad (Ленинград) como Valentina
- 2015 – Kitchen (Кухня) como Elizaveta Genrikhovna